# オミナエシハマグリ
オミナエシハマグリ（女郎花蛤、Pitar pellucidus）は、 マルスダレガイ科、ユウカゲハマグリ属 Pitarに属する二枚貝。 他のユウカゲハマグリ属の種と同様に前後に非対称で、殻の厚さはハマグリよりも薄くバカガイよりは厚い。殻頂は前方寄りで、套湾入は丸みがあり、深くはない。腹縁は刻まれない。本種は殻外面に橙褐色の模様があってムラクモハマグリ Pitar affinis　(Pitar variegatus) と似るが、殻の外面は平滑で成長脈はムラクモハマグリよりも弱い。殻の膨らみも、ムラクモハマグリよりやや弱い。殻の模様には変化があり、左右の殻で異なる。熱帯太平洋からインド洋に分布する。